# 云南虫谷之献王传说 (2020年电影)
《云南虫谷之献王传说》，改编自天下霸唱小说《鬼吹灯》系列小说，鬼吹灯系列电影之一。是由北京新片场传媒股份有限公司、中广天择传媒股份有限公司出品，陈志鸿导演，何其炜、李俊瑶、杜煜峰主演的一部奇幻冒险电影。讲述胡八一、shirley杨和王胖子等人在云南古滇国献王墓探秘的故事。本片于2020年1月17日在网络平台优酷播出。